# Анаволий
Анаволий (греч. «набрасывать», «надевать») — белое одеяние, крестильная рубашка, надеваемая на крещённого человека, символизирует духовную чистоту и радость от выхода из «бани пакибытия». В древности принявшие крещение не снимали анаволий до восьмого дня после совершения над ними таинства.

## История
Рубашки делались из тончайшего шелка и украшались вышивкой из золотых и серебряных нитей. Как правило длина таких рубах была больше 1 метра. В Европе такая рубашка была семейной реликвией, которая передавалась из одного поколения в другое поколение.
На Руси изначально крестильная сорочка была простой прямой рубашкой белого цвета, как правило до колен или ниже. Крой для мужчин и женщин был одинаковый, как и цвет рубахи — белый. Отсутствовали какие либо ленты, кружева или жемчуг. Простое полотно из льна или конопли.
Вскоре крестильный наряд люди стали украшать, такова обязанность была на крестной матери. Она вышивала различную символику. Рубашку вскоре дополняли головным убором для девочек и крыжмой (полотенце или отрез ткани белого цвета). Крыжма делалась в тон крестильной рубашке и украшалась вышивкой с знаменательной датой.
Для пошивки крестильного наряда использовался хлопок и шелк. Крыжма делалась только из хлопка, потому что в неё заворачивают ребёнка после купели, что значит что ткань должна хорошо впитывать воду. Крестильные принадлежности допускались и кремового цвета, так как шелк не бывает белоснежным.

## Крестильный наряд в наше время
Большинство традиций сохранилось и в наши дни. Например обязанность шить крестильный наряд лежит так же на крёстной матери. Но сейчас мало кто шьёт рубашки самостоятельно, как правило люди предпочитают покупать в магазинах готовые крестильные принадлежности.
Рубахи, крестильные платья сейчас производятся из нежного хлопка, тенселя, фланели, шелка. Украшаются кружевами, гипюрами, вышивками. Довольно популярна именная вышивка — инициалы и дата совершения таинства.
Рубашка по сей день является семейной реликвией. И передаётся от ребёнка к ребёнку, как и в прежнее время. А вот крыжма должна быть своя у каждого человека.

## Требования к крестильному наряду
- Рубаха должна быть белого цвета, но возможно и кремового.
- Она должна быть свободного кроя, с рукавами не выше локтя. Размеры платья как правило на 4-5 см больше, чем обхват груди малыша.
- При использовании в вышивке золотой нити, рубашка должна изготавливаться на хлопковой подкладке, чтобы младенец не ощущал дискомфорт.
- Украшать крестильные принадлежности следует православной символикой, цветочным или лиственным орнаментом, именной вышивкой, инициалами, датой крещения.